# Hof van Busleyden

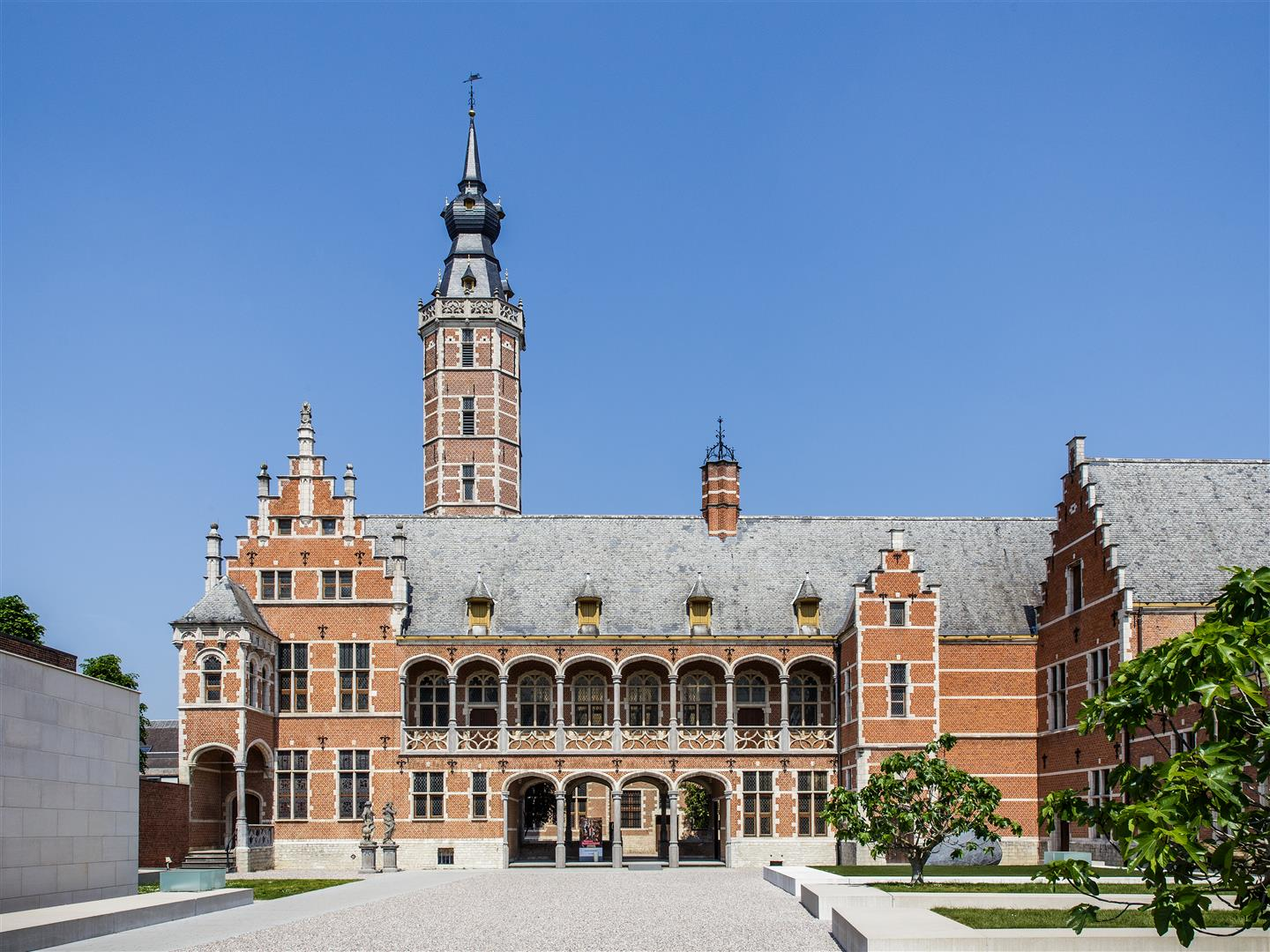
Museum Hof van Busleyden (2018)

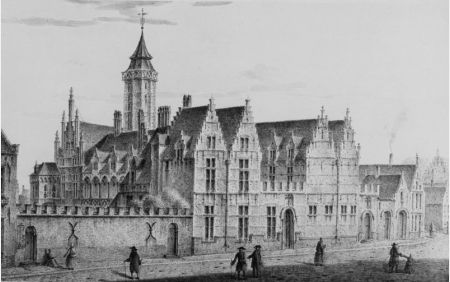
Het Hof van Busleyden in de 19e eeuw (tekening Jan-Baptist De Noter)

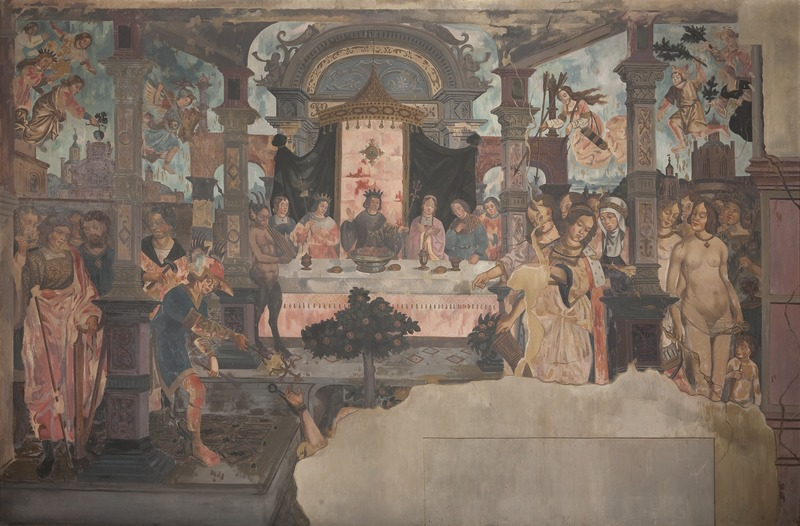
Fragment van Banket en straf van Tantalus. Tantalus heeft de goden zijn zoon Pelops opgediend. De fluitende sater is de god Pan en de aanvliegende beul Hermes

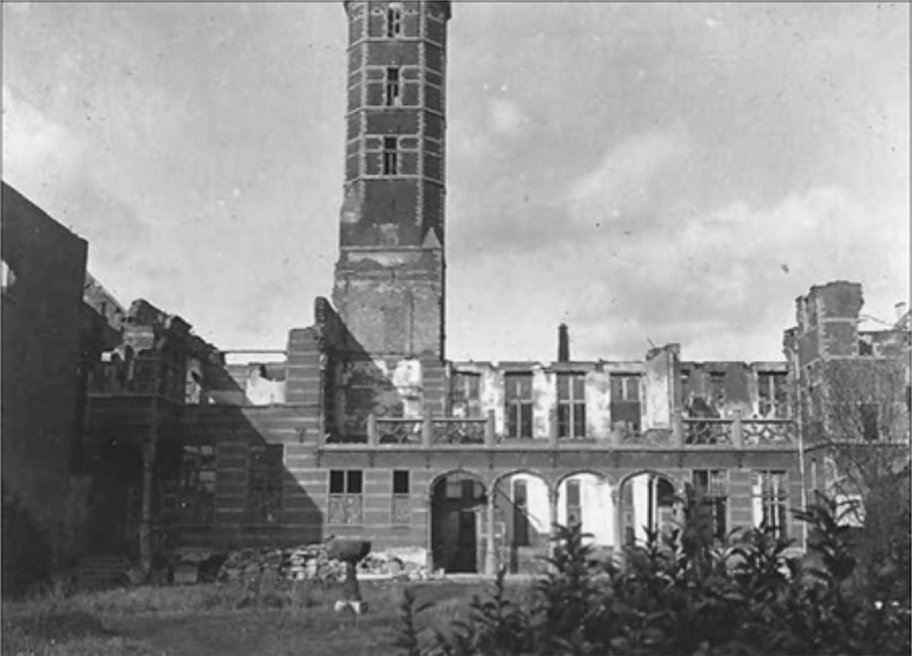
Het verwoeste Hof van Busleyden na de brand in 1914

Het Hof van Busleyden in Mechelen is een gebouw waarvan de geschiedenis teruggaat tot het begin van de zestiende eeuw. Er wordt vaak naar verwezen als representatief gebouw voor de gouden jaren die de stad beleefde toen de landvoogdes Margaretha van Oostenrijk er verblijf hield en omringd werd door leden van de hoge adel en magistratuur, door de leden van haar hofhouding en door kunstenaars.
Vanaf 1620 werd het gebouw de zetel van de Mechelse Berg van Barmhartigheid, een instelling waar men tegen een lage interest geld kon lenen. Sedert 31 juli 1938 is hier het Museum Hof van Busleyden ondergebracht. 

## De bouwgeschiedenis volgens Emmanuel Neeffs
Volgens de studie van E. Neeffs uit 1875 werd het gebouw opgetrokken begin zestiende eeuw in opdracht van Jeronimus van Busleyden, die als geestelijk raadsheer verbonden was aan de Grote Raad van Mechelen. Hij had in 1506 het huis van zijn overleden broer Frans van Busleyden geërfd en vergroot door enkele aankopen van naastliggende stukken grond. Daarop liet hij de woning uitbreiden. De werken werden verricht door een metser, Aert De Wreede. Diezelfde vakman trok na Busleydens dood het gebouw voor het Collegium Trilingue in Leuven op, het college dat werd opgericht op initiatief van Erasmus en Busleyden. 
Busleydens huis telde vier kamers beneden: de neerkamer, het kantoor met de boekencollectie, de eetkamer en een klein vertrek dat de stove genoemd werd. Een stove was destijds een badhuis. Dit zal een badkamer of sanitaire ruimte geweest zijn. Boven bevonden zich vier grotere en een kleine slaapkamer. Hij had zijn huis rijkelijk ingericht met zilversmeedwerk, schilderijen en enkele beeldhouwwerkjes en opvallend veel wandtapijten. Wandtapijten hadden toen niet alleen een decoratieve functie, maar ze dienden om de kilte af te schermen die van de koude muren uitging. Als humanist was hij gefascineerd door de Romeinse en Griekse mythologie. Veel decoratiestukken stelden Griekse of Oud-Romeinse scènes voor, maar ook het religieuze thema kwam veelvuldig aan bod. Zijn eetkamer had hij zelfs ingericht naar het model van landhuizen in het oude Rome. Het triclinium noemde hij die kamer. Een triclinium was in de Romeinse tijd een vierkante tafel waar de gasten aan drie zijden op een bank zaten of lagen, met vrij zicht op de meest interessante wand van het vertrek. Bij uitbreiding sloeg dat begrip op heel de kamer. In Jeronimus’ eetkamer stonden inderdaad een grote en een kleinere vierkante tafel met drie banken. Volgens sommige schrijvers organiseerde hij daar grote banketten met bevriende humanisten, maar daar is in zijn eigen geschriften geen spoor van terug te vinden. Jeronimus van Busleyden was wel bevriend met Erasmus en Thomas More. Die laatste heeft in de zomer van 1515 een poosje bij de raadsheer in Mechelen gelogeerd samen met zijn collega Cuthbert Thunstall, toen zij in opdracht van de Engelse koning moesten gaan onderhandelen over de wolhandel met de Bourgondische Nederlanden. De Engelsman was zeer gecharmeerd door de erudiete gesprekken met Busleyden en door diens huis. In zijn brief aan Erasmus roemde hij de verfijnde inrichting met de vele oudheidkundige artefacten. Hij schreef onder meer: Domum tam singulari artificio excultam…ad haec tot uetustatis monumenta, quorum me scis esse percupidum, vrij vertaald als: ‘Hij liet me een huis zien dat met zo'n bijzondere kunstvaardigheid is opgebouwd is en met zulke uitstekende huisraad is ingericht’. More drukte ook zijn bewondering uit voor de verzameling antieke munten die Busleyden bezat, en voor het glas in lood, maar het meest had hij genoten van de verzameling oude boeken en antieke perkamenten documenten. Het is best mogelijk dat More in dit huis aan zijn boek Utopia heeft gewerkt, Jeronimus van Busleyden was immers ook een gepassioneerd dichter. 
Na de dood van Jeronimus (overleden in Bordeaux op 27 augustus 1517) verkochten zijn erfgenamen de woning in 1518 aan Jacqueline de Boulogne, de weduwe van oud kanselier Jean le Sauvage. In 1589 kwam het pand in het handen van Karel III van Croÿ, de hertog van Aarschot, die het in 1608 over liet aan de rijke erfgename Joanna de Rovelasca en haar echtgenoot Jacques de Varick. Tien jaar later verkocht Joanna, toen hertrouwd met Theodore de Fourneau de Cruyckenborch, het gebouw aan Wenceslas Cobergher, om er een lommerd in te installeren naar het model van de Italiaanse pandjeshuizen zoals de Monte di Pietà in Bologna. In 1620 opende de instelling de deuren, de Mechelse Berg van Barmhartigheid. Armen konden er vrijwel renteloos een lening krijgen, in ruil voor een onderpand.  

## Het Keldermanshuis
Deze versie van de bouwgeschiedenis hield gedurende haast anderhalve eeuw onveranderd stand en ze werd onderschreven door gerenommeerde historici. Kunstkenners en onderzoekers van het humanisme bouwden zonder meer verder op de studie van Neeffs, hoewel er toch enkele opvallende eigenaardigheden te zien waren. Zo zijn er nog steeds verschillen in het vloerniveau op het gelijkvloers en de verdieping; bovendien was het gebouw een doolhof en kon men vanuit de zuidvleugel niet naar de westvleugel zonder buiten te komen. Pas in de twintigste eeuw werd een deuropening tussen beide vleugels gestoken die dat mogelijk maakte. De bouwfasen van deze versie stemmen trouwens niet overeen met de stratenplannen die Jacob van Deventer en Jan van Hanswijck opmaakten, de eerste tussen 1560 en 1570 en de tweede in 1575. Daar is geen U-vormig gebouw op te zien. Tijdens de restauratiewerken van 2010-2012 kwamen nog een aantal bouwanomalieën aan het licht. Bij controle van de verkoopakten in de schepenregisters van de stad werd vastgesteld dat in geen enkele transactie van 1518, 1589 of 1608 de zuilengalerijen of de toren genoemd werden. De toren werd pas vermeld in de verkoopakte aan Wenceslas Cobergher in 1619.
In een nieuw bouwhistorisch onderzoek werden daarom ook enkele aangrenzende eigendommen betrokken. Achter Jeronimus’ huis in de Sint-Jansstraat lag de siertuin van Jan van Ophem. Het pand aan de andere kant van die tuin werd in het voorjaar van 1517 verkocht aan Jan Keldermans, de zoon van Mathijs II Keldermans en een neef van de bekende bouwmeester Rombout II Keldermans. Het was een huis op een groot perceel aan de Sint-Jansstraat, dat achteraan tot aan de Gustaaf van Hoeystraat reikte. Twee jaar later verkocht die het eigendom door aan de thesaurier van de koninklijke schatkist voor oorlogsfinanciën, Daneel De Clerck. Op het eigendom stonden nu twee huizen, twee jaar was net genoeg om een nieuw gebouw op te richten. Na de dood van De Clerck kwam het eigendom in 1534 in het bezit van Lambert de Briaerde en zijn echtgenote Margriet Micault. Deze nieuwe eigenaar was niet alleen de president van de Grote Raad van Mechelen, maar ook een vertrouwende raadsman van de keizer en van de achtereenvolgende landvoogdessen Margaretha van Oostenrijk en Maria van Hongarije.
Dit grote pand bleef ook na de dood van Lambert de Briaerde in onverdeeld familiebezit. In 1569 breidden ze het zelfs nog uit met het aanpalende perceel van wijlen Jan van Ophem. Daardoor grensde het perceel met het voormalige Keldermanshuis rechtstreeks aan het oude huis van Jeronimus van Busleyden. Na de dood van Margriet Micault erfden haar achterkleinkinderen Sandelijn het pand. Ze verkochten in 1600 het huis van Jan van Ophem, maar zonder de siertuin. In 1606 volgde het huis dat er al stond toen Jan Keldermans het perceel kocht. Dat perceel wordt heden ingenomen door de gemeenschapsschool voor Bijzonder Onderwijs, vlak naast het Hof van Busleyden. In 1608 raakte een verkoop aan Joanna de Rovelasca niet ingeschreven in de schepenregisters wegens onenigheid tussen de verkopers over wezensgoed. Het geschil hield aan tot dezelfde erfgenamen erfden van hun oudtante Gertrude van Bronckhorst in 1613. De verkoop van het Keldermanshuis moet toen geregistreerd geweest zijn in de stadsregisters, maar net dat register is niet bewaard gebleven.
De toren behoorde bij het Keldermanshuis. Hij staat wel vermeld in de verkoop in 1619, maar de zuilengalerijen niet. De arcaden zijn bijgevolg pas na de aankoop opgetrokken, door de koper, Wenceslas Cobergher. Hij was tevens beeldend kunstenaar en de architect van de landvoogden Albrecht en Isabella. Hij beschikte over de nodige architecturale ervaring en hij werd financieel geruggesteund door de landvoogdes. Het hof kreeg zijn definitieve U-vorm tussen 1650 en 1655, naar het ontwerp van de Brusselse architect Pieter Paul Merckx.

## Beschrijving en restauraties
Het gebouw bestaat uit drie vleugels rond een rechthoekige binnenplaats. De blikvangers zijn de galerijen met de zuilenbogen beneden en boven in de zuidvleugel. De toren bevindt zich in de oksel van de west- en zuidvleugel. De onderste helft is achthoekig en de zoldering van dat deel van het trappenhuis is overwelfd met kruisribgewelven, een bouwelement waarvoor de bouwmeesters Keldermans gekend zijn. De bovenste helft van de toren is slanker gebouwd, vierkant en veel soberder uitgevoerd. De hoofdingang van het gebouw bevindt zich heden in de Sint-Jansstraat, maar vroeger was dat deel afgesloten met een blinde muur. Pas in 1875 werd er een toegang in gemaakt die afgesloten kon worden met een smeedijzeren poort, zodat de arcades vanaf de straat zichtbaar bleven. Aan de oostzijde bevindt zich een poort die de doorgang vanaf de Frederik de Merodestraat afsluit.
Tijdens de restauratiewerken in de negentiende eeuw werden in een klein vertrek naast de toren muurschilderingen in tempera ontdekt onder een laag witkalk. Ook de plafondbalken en consoles waren beschilderd. Sommige waren zo kunstzinnig geschilderd, dat ze door een ervaren artist moeten zijn gecreëerd.
Op de oostmuur waren de taferelen het feestmaal en kwelling van Tantalus te herkennen, de Val van Phaeton, Diana en Venus en ertussen de muzen Calliope, Urania en Polyhymnia.  Op de noordmuur staat de muze Clio naast een volledig verdwenen afbeelding. En op de westmuur prijkt het festijn van Balthazar en nog een volledig verdwenen afbeelding.
Drie van de voorstellingen kwamen overeen met de verzen die Jeronimus van Busleyden schreef onder hoofding van zijn gedicht opgedragen aan hypocaustum in zijn woning, wat de theorie bevestigde dat Busleyden de opdrachtgever was van de bouw en van de schilderingen. Maar het waren thema’s die toen erg populair waren. De kwelling van Tantalus, de val van Icarus en het festijn van Balthazar waren allemaal gerechtigheidstaferelen, een onderwerp dat ook de president van de Grote Raad nauw aan het hart lag, de latere eigenaar van het Keldermanshuis. Het vloerniveau van dit kunstvertrek ligt trouwens op dezelfde hoogte als de vloer van de Keldermansvleugel.
Het gebouw onderging in 1864-1865 een ingrijpende restauratie zonder respect voor de oorspronkelijke uitzicht. Verschillen in bouwstijl die voordien wel opvielen, verdwenen. Bij het uitbreken van Wereldoorlog I viel het hof grotendeels ten prooi aan een brand ten gevolge van vijandelijk beschietingen. Het grootste gedeelte van het gebouw ging in vlammen op. In de kamer met de prachtige tempera’s bleven de wanden wel gespaard, maar de zoldering met de beschilderde balken en consoles niet. Het vertrek stond nog na de oorlog jarenlang bloot in regen en wind.
Na het herstel onder leiding van architect Alfred Minner besliste de stad Mechelen om in het oude stadspaleis een nieuw stadsmuseum onder te brengen: Museum Hof van Busleyden. De officiële opening vond plaats op 31 juli 1938 in tegenwoordigheid van koning Leopold III.